# Kryptografia postkwantowa
Kryptografia postkwantowa – nauka zajmująca się algorytmami kryptograficznymi, które mają być odporne na złamanie za pomocą komputera kwantowego. 
Wiele współcześnie wykorzystywanych asymetrycznych algorytmów kryptograficznych (z kluczem publicznym) nie jest odpornych na ataki za pomocą dostatecznie wydajnego komputera kwantowego, tzn. mogą być skutecznie złamane w zadowalającym czasie. Problem ze współcześnie wykorzystywanymi algorytmami kryptograficznymi polega na tym, że ich bezpieczeństwo opiera się na trzech matematycznych problemach: 
- rozkładu liczby całkowitej na czynniki,
- logarytmu dyskretnego albo
- logarytmu dyskretnego na krzywej eliptycznej.

Wszystkie te problemy mogą być łatwo rozwiązane za pomocą odpowiednio wydajnego komputera kwantowego, na którym zostanie uruchomiony algorytm Shora, jednakże wszystkie obecnie ogólnie znane eksperymentalne komputery kwantowe (komputery pseudokwantowe) są zbyt małe oraz nie spełniają wszystkich wymagań, jakie stawia się w stosunku do komputerów kwantowych i w związku z tym nie są w stanie podjąć się ataków na żadne z rzeczywistych algorytmów kryptograficznych. 
Wielu kryptografów tworzy nowe algorytmy, które będą wykorzystywane w czasach, kiedy komputery kwantowe staną się zagrożeniem dla bezpieczeństwa danych. Prace nad algorytmami postkwantowymi nabierają coraz większego tempa. Początkowo ich temat poruszany był jedynie w środowiskach akademickich i przemysłowych, np. na seriach konferencji w pełni poświęconych temu zagadnieniu – PQCrypto od 2006 roku, a współcześnie przez kilka europejskich instytucji zajmujących się standaryzowaniem połączeń telekomunikacyjnych (ETSI) pracujących nad bezpieczną kryptografią kwantową.
Pomimo tego, że komputery kwantowe będą stanowić zagrożenie dla współcześnie wykorzystywanych algorytmów kryptograficznych z kluczem publicznym, uważa się, że wiele z obecnie wykorzystywanych algorytmów kryptografii symetrycznej (szyfry symetryczne, funkcje haszujące) będą relatywnie bezpieczne w przypadku ataku z wykorzystaniem komputera kwantowego. W momencie, gdy algorytm kwantowy Grovera przyśpiesza ataki przeciwko szyfrom symetrycznym, podwojenie rozmiaru klucza może skutecznie zablokować te ataki, powodując wydłużenie łamania hasła do absurdalnego czasu. W związku z tym postkwantowa kryptografia symetryczna nie musi znacząco różnić się od obecnie stosowanej kryptografii symetrycznej.
Kryptografia postkwantowa to nie to samo, co kryptografia kwantowa. Kryptografia postkwantowa nie wymaga wykorzystania zjawisk kwantowych, aby osiągnąć tajność danych, a kryptografia kwantowa wymaga tych zjawisk.